# Tadao Nagahama
Tadao Nagahama (長浜 忠夫?, Nagahama Tadao; 26 settembre 1936 – 14 gennaio 1980) è stato un regista di anime giapponese.

## Biografia
I suoi contributi più importanti all'animazione giapponese sono sicuramente quelli legati alla "trilogia robotica romantica", composta da Combattler V, Vultus 5, General Daimos in cui unì elementi di forte introspezione psicologica all'interno di prodotti che normalmente erano considerati "leggeri".
Nella sua carriera ha diretto animazioni di ogni genere: anime sportivi (Tommy, la stella dei Giants), per bambini (Obake no Q-tarō) e persino shōjo (Lady Oscar).
È morto a causa di un'epatite virale contratta durante un viaggio oltre oceano, che aveva contratto anche la moglie che è sopravvissuta.

## Anime diretti
- Obake no Q-tarō, 1965
- Pāman, 1967
- Tommy, la stella dei Giants, 1968
- Chingo Muchabei, 1971
- Shin Obake no Q-tarō, 1971
- Samurai Giants, 1973
- Il prode Raideen, 1975
- Combattler V, 1976
- Vultus 5, 1977
- Io sono Teppei, 1977
- General Daimos 1978
- Daltanious, 1979
- Lady Oscar, 1979
- Ulisse 31, 1981